# Ситник, Григорий Степанович
Григорий Степанович Ситник (1916—1988) — майор Советской Армии, участник Великой Отечественной войны, Герой Советского Союза (1944).

## Биография
Григорий Ситник родился 30 марта 1916 года в станице Новокорсунская (ныне — Тимашёвский район Краснодарского края). После окончания неполной средней школы работал в колхозе. В 1937—1941 годах проходил службу в Рабоче-крестьянской Красной Армии. В июне 1941 года Ситник повторно был призван в армию. С октября того же года — на фронтах Великой Отечественной войны. В 1942 году он окончил курсы младших лейтенантов.
К сентябрю 1943 года лейтенант Григорий Ситник командовал миномётным взводом 667-го стрелкового полка 218-й стрелковой дивизии 47-й армии Воронежского фронта. Отличился во время битвы за Днепр. 24 сентября 1943 года взвод Ситника одним из первых переправился через Днепр в районе села Сушки Каневского района Черкасской области Украинской ССР и принял активное участие в боях за захват и удержание плацдарма на его западном берегу, отразив большое количество немецких контратак и продержавшись до переправы основных сил.
Указом Президиума Верховного Совета СССР от 3 июня 1944 года за «мужество и героизм, проявленные при форсировании Днепра» лейтенант Григорий Ситник был удостоен высокого звания Героя Советского Союза с вручением ордена Ленина и медали «Золотая Звезда» за номером 1961.
После окончания войны Ситник продолжил службу в Советской Армии. В 1945 году он окончил курсы «Выстрел». В 1960 году в звании майора Ситник был уволен в запас. Проживал и работал в Краснодаре. Умер 5 октября 1988 года.
Был также награждён двумя орденами Отечественной войны 1-й степени, двумя орденами Красной Звезды и рядом медалей.